# Фарса
Фарса (енгл. farce, фр. farce), један од жанрова комедије, кратак драмски комад комичног карактера. Сматра се једним од облика комедије ситуације (комедије интриге). Фарса је мање позоришно дело вулгарне комике, али овај појам се често користи као синоним за шалу, лакрдију или бурлеску. Фарсе су, као драмска врста, настале у француском позоришту: често су приказиване као међуигре на представама комада озбиљне садржине, да би орасположиле публику. Хумор у фарси је најчешће без дубље психолошке подлоге, често сиров, који осваја ведрином и искреношћу. Фарса се подсмева типовима из свакодневног живота, служећи се оштрим, вулгарним речником и играма речи.

## Карактеристике
Фарса (име долази од латинске речи farcire - запушити, напунити, или farsus - додат, уметнут) првобитно је била кратка шаљива игра која се у римском тетру изводила на крају позоришне представе, а која се касније осамосталила као засебан комад. У средњовековним мистеријама (религиозним представама) тако су се називале деонице које су лакрдијањем, обично на рачун ђавола, прекидале озбиљни тон игре и као нека врста комичног опуштања развесељавале гледаоце. Касније су се у Француској тим именом означавале глумачке импровизације, које су шалама и геговима оживљавале ток представе. Развој тих убачених комичних елемената довео је до настанка фарсе као посебног жанра, чији је циљ искључиво да изазове смех. Не тежећи да комичне заплете заснује ни на јединственом заплету, ни на доследно развијеним карактерима, фарса користи честе и неочекиване обрте у радњи, који доводе до све смешнијих и све апсурднијих ситуација, са комиком која се не либи ни грубости ни ласцивности (вулгарности) и са изванредном динамиком физичких радњи.
Специфичан облик фарсе је италијанска комедија дел арте, импровизована игра која је у европи постала нарочито популарна у 16. и 17. веку и која је својим формализованум комичним ликовима утицала на многе тадашње и касније комедиографе. следећи само основни синопсис комичне радње, глумци те комедије оживљавали су традиционалне ликове (Арлекино, Колумбина, Панталоне, Перо, Пулчинела...), а њихова игра била је заснована више на мимици, гесту и физичкој радњи него на речи.
У 19. веку у Француској се развио облик фарсе који се назива водвиљ.

## Примери
- Новела од Станца
- Шовинистичка фарса
- Фарса о Патлену